# بنات مارس (رواية)
بنات مارس (بالإنجليزية: The Daughters of Mars)‏ هي رواية للكاتب الأسترالي توماس كينيلي، نشرت عام 2012، لأول مرة عن دار نشر فينتيدج.